# 北京杂种
電影《北京杂种》，1993年由第六代导演张元執導，是中國第一批獨立電影之一。當時北京的搖滾圈內人物如崔健、臧天朔、竇唯（做夢樂隊）、何勇、劉元、劉君利等均參與演出。

## 演員和角色
- 李委 飾 卡子 [2]
- 崔健 飾 摇滚歌手
- 吴拉拉(武啦团伙)、声音人[3]
- 唐大年 飾 大庆
- 弁精飾 自己
- 臧天朔 飾 自己

## 遭港府審查
香港M+博物館於2023年1月19日播映《北京雜種》，但M+官網顯示片名為「張元作品」，比原片短3分鐘。據瞭解，「有關方面」要求電影改名才可在港放映。香港電影工作者總會發言人田啟文猜測可能因同音字要求改名，浸大電影學院高級講師應亮認為不一定是因名字帶來「聯想」，或與電影具中國文化反抗的背景有關。
由於粵語中「雜種」與中共中央總書記習近平的稱謂「習總」同音，部分香港民眾會以「雜種書記」、即習總書記，或「雜近平」稱呼習近平，增強其貶義色彩，這在一定程度上增強了後者的負面意思。香港政府電影、報刊及物品管理辦事處拒絕評論。《北京雜種》雖然至今未有於中國內地院線公映，但中國內地網站如百度、豆瓣、愛奇藝等，均正常顯示片名。

## 外部連結
- 互联网电影数据库（IMDb）上《北京杂种》的资料（英文）